# Solymosvár
Solymosvár, 1910-ig Solymos (románul Șoimoș, németül Schojmosch) falu Romániában, Arad megyében. Közigazgatásilag 
Lippa városhoz tartozik.

## Fekvése
A település Lippával átellenben, a Maros északi partján fekszik.

## Nevének eredete
Első említése: Castrum Somos (1278). A helységnévrendezéskor nevét a vár utótaggal bővítették.

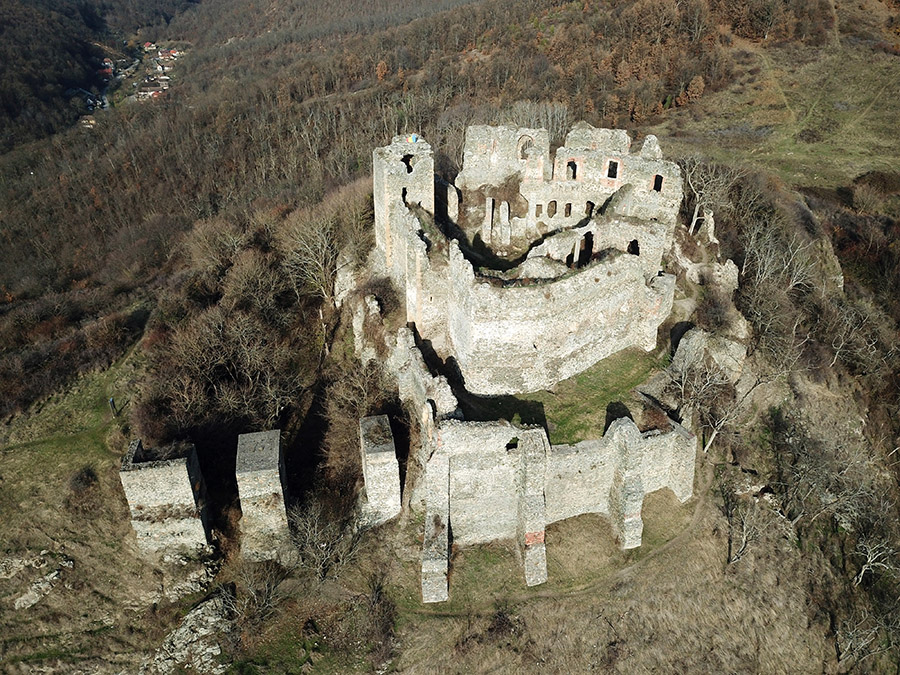
Lippa, Solymos vára - légi fotó

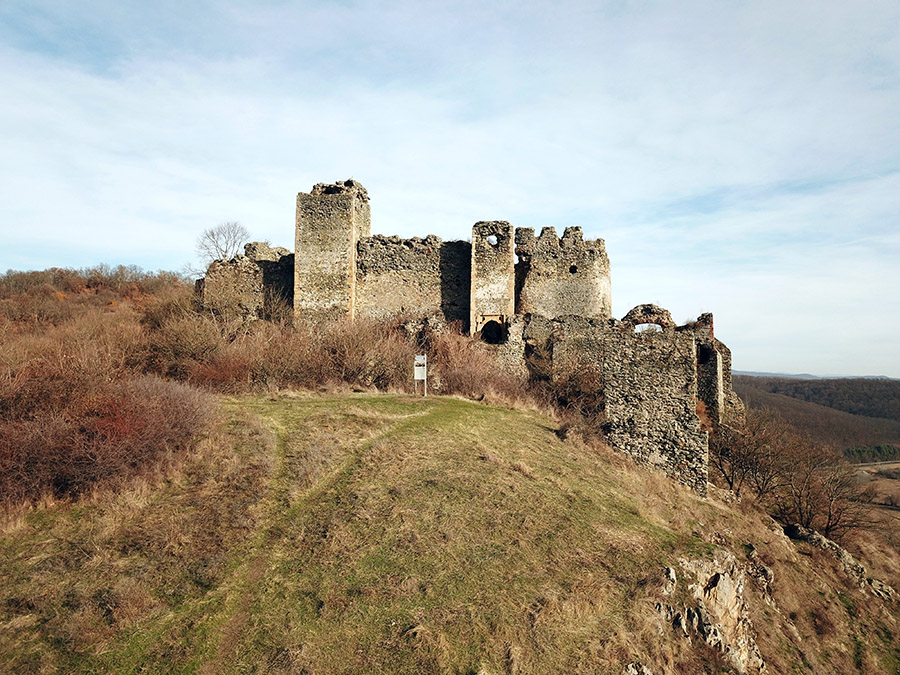
Lippa, Solymos vára - légi felvétel

## Története
Várát 1272 és 1275 között Pál szörényi bán emeltette, birtokközpontnak. Később Kán László, majd 1315-ben Károly Róbert foglalta el. A 14. században királyi uradalom központja volt. 1440-ben I. Ulászló hívei foglalták el, 1444-ben Hunyadi János birtokába került. Hunyadi megépíttette a külső falgyűrűt és kibővíttette a palotaszárnyat. Az 1462-es váci egyezményben, felvidéki váraiért cserébe, Lippával együtt Jiskra János kapta meg, majd az ő halála után Mátyás Corvin Jánosnak adományozta. 1514-ben a védősereg lázadásának köszönhetően került a keresztesek kezére. 1541-ben Izabella királyné is lakott benne. 1551-ben a törökök sikertelenül ostromolták, a rákövetkező évben azonban Ferdinánd-párti védői föladták a törököknek, akik ezután 1595-ig birtokolták. 1595-ben Borbély György foglalta vissza. 1602-ben Székely Mózes a temesvári pasával elcserélte Kladova váráért. 1616-ban Bethlen Gábor serege foglalta vissza, de hamarosan ismét török kézre került. 1688-ban Caraffa vette be. A 18. század elején még 130 főnyi őrség állomásozott benne. 1788-ban rendelték el kiürítését és felrobbantását.
Szerb lakosságának legalább egy része 1752-ben valószínűleg az Orosz Birodalom területén létrehozott Új-Szerbiába települt, ahol Solmos néven alapítottak új falut (a mai Sztecivka a Cserkaszi területen). 1761-ben II. József látogatta meg a helységet. 1771-ben száz jobbágy- és nyolc zsellércsalád lakta. 1784 novemberében a vár alatt szenvedett vereséget a császáriaktól Horea egyik, a Maros völgyén lefelé vonuló csapata. A 18. század végén gabonát és bort termelt, két kőbányáját művelték (jól faragható gránit), erdeje az egyik legnagyobbnak és legszebbnek számított Arad vármegyében.

## Lakossága
1900-ban 1649 lakosából 1530 volt román, 59 német és 51 magyar anyanyelvű, 1525 ortodox és 98 római katolikus vallású. 34%-uk tudott írni–olvasni, a nem magyar anyanyelvűek 6%-a beszélt magyarul.

2002-ben 1029 lakosából 1009 román nemzetiségű, 713 ortodox, 247 pünkösdista, 33 baptista és 23 római katolikus vallású.

## Látnivalók
- A vár egy 252 méter magas hegyen áll és a keleti oldalon lehet biztonságosan megközelíteni. A belső vár 35×22 méteres. Legkorábbi része az öregtorony. A várudvar északi oldalán álló reneszánsz palota Izabella királyné idejéből származik, rajta az ún. Izabella-balkonnal. A déli oldalon található a lovagterem és a várkápolna.
- Az ortodox templomot 1792-ben emelték, freskóit Nicolae Popescu készítette 1875-ben.

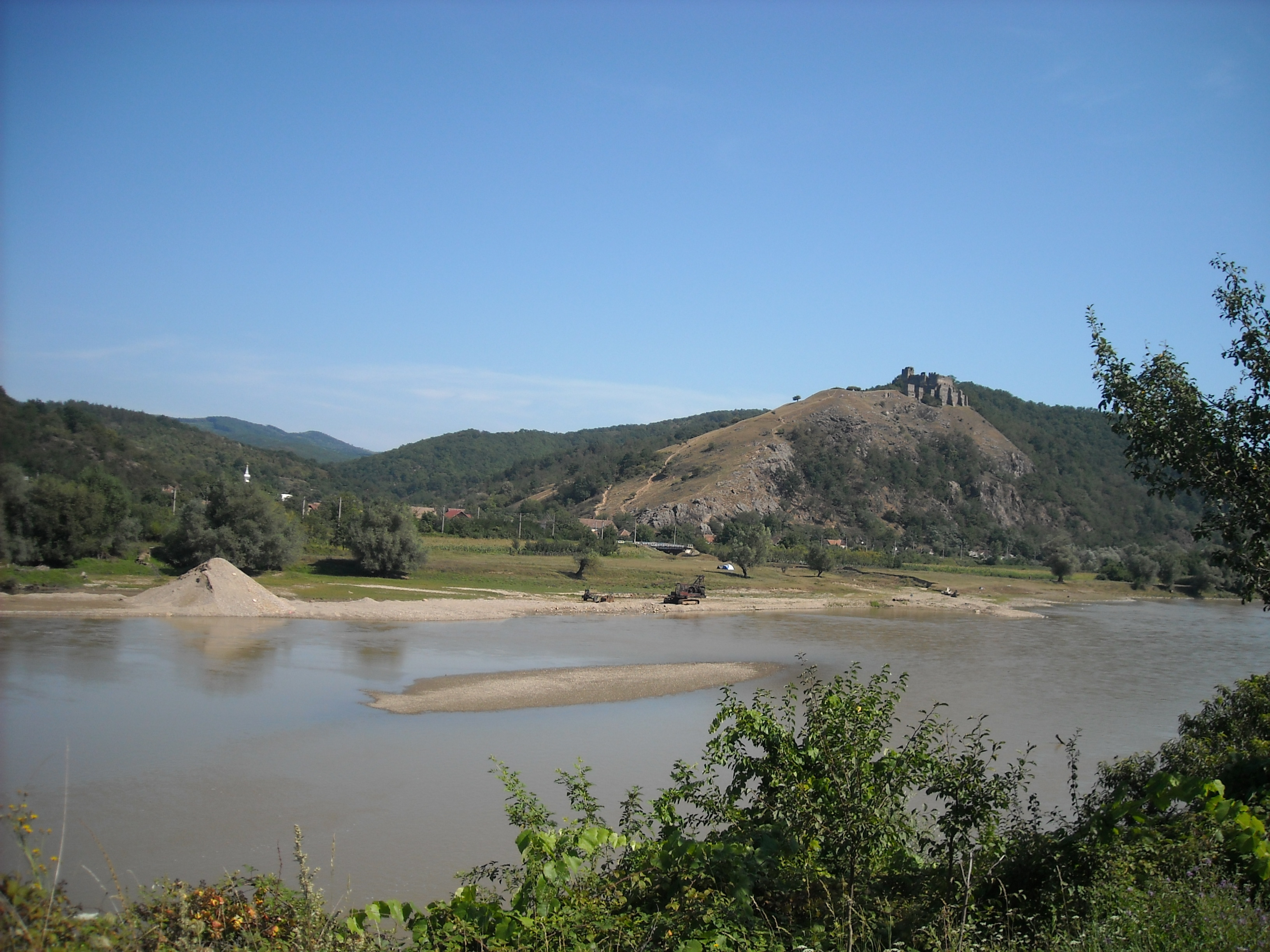
Jobboldalt a vár, baloldalt a falu, az előtérben a Maros

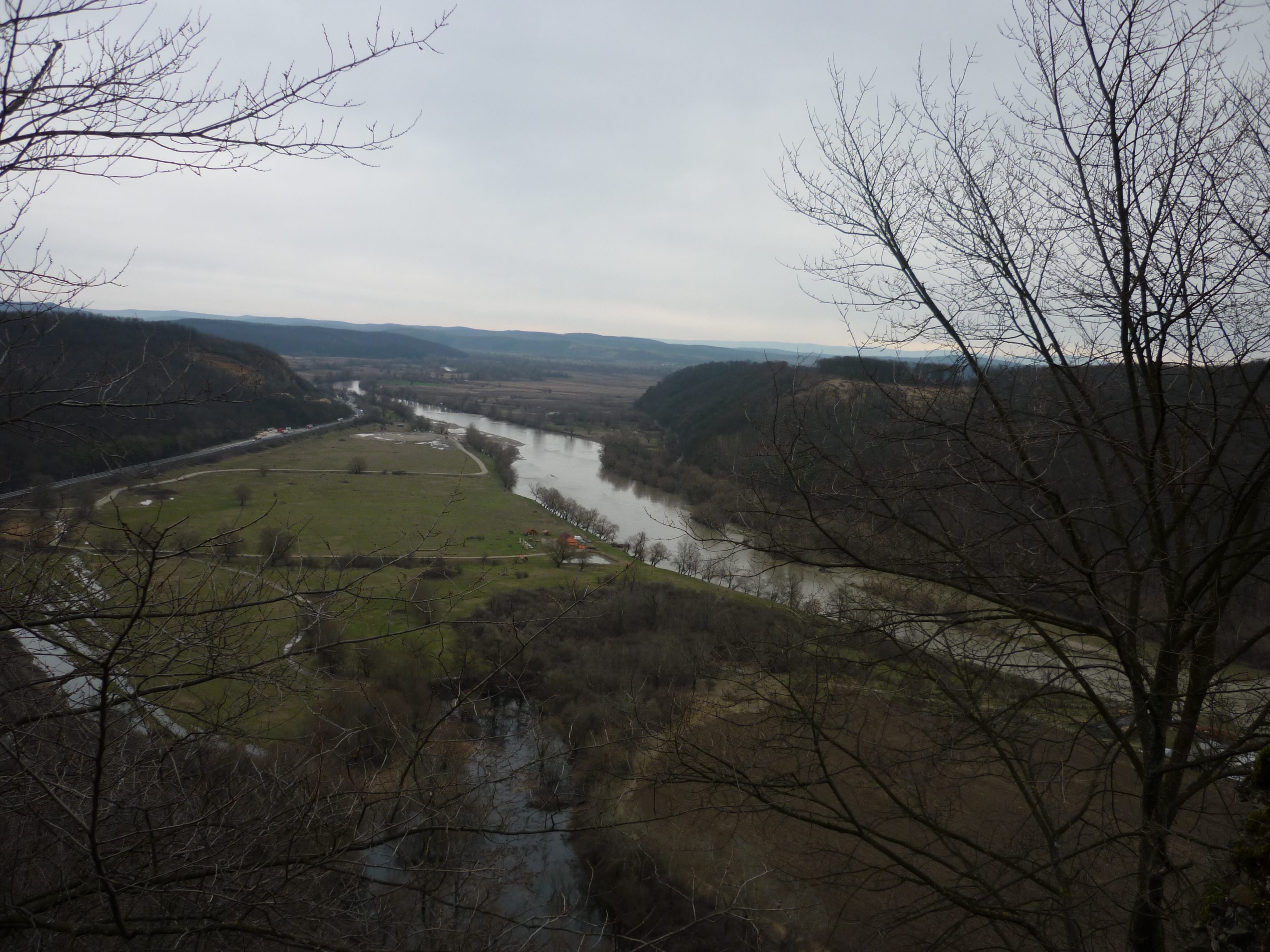
A Maros a Solymos tetejéről.

## Híres emberek
- Az 1880-as években többször vendégeskedett dr. Ioan Hozan házában Mihai Eminescu és Ioan Slavici.